# Pansarjazz
Pansarjazz är ett musikalbum av musikgruppen Intermezzo från Huddinge kommun som släpptes 1980.

## Låtlista
| 1.           | Frihet Och Slaveri | 3:45  |
| 2.           | Du, Du             | 3:56  |
| 3.           | Belle Star         | 2:52  |
| 4.           | Vi Har Det Bra     | 2:15  |
| 5.           | Solskenspridare    | 2:13  |
| 6.           | Rock And Roll      | 2:53  |
| Total längd: | Total längd:       | 17:54 |

| 1.           | Drängar Och Pigor         | 2:23  |
| 2.           | Så Länge Vi Är Jag Och Du | 4:05  |
| 3.           | Ingen Vet                 | 4:05  |
| 4.           | Galenskap                 | 3:18  |
| 5.           | Balla Kisar               | 3:10  |
| 6.           | Etra Vil Tata             | 0:40  |
| Total längd: | Total längd:              | 17:41 |